# ATP China International Tennis Challenge 2012
L'ATP China International Tennis Challenge 2012 è stato un torneo professionistico di tennis giocato sulla terra rossa. È stata la 2ª edizione del torneo che fa parte dell'ATP Challenger Tour nell'ambito dell'ATP Challenger Tour 2012. Si è giocato Anning in Cina dal 16 al 22 luglio 2012.

## Partecipanti

### Teste di serie
| Nazionalità   | Giocatore        | Ranking* | Testa di serie |
| ------------- | ---------------- | -------- | -------------- |
| Slovenia      | Aljaž Bedene     | 111      | 1              |
| Slovenia      | Grega Žemlja     | 123      | 2              |
| Taipei cinese | Yang Tsung-hua   | 164      | 3              |
| Giappone      | Yūichi Sugita    | 174      | 4              |
| Cina          | Zhang Ze         | 181      | 5              |
| Francia       | Josselin Ouanna  | 184      | 6              |
| Giappone      | Hiroki Moriya    | 221      | 7              |
| Francia       | Laurent Rochette | 228      | 8              |

- Ranking al 9 luglio 2012.

### Altri partecipanti
Giocatori che hanno ricevuto una wild card:
- Ouyang Bowen
- Wang Chuhan
- Gao Wan
- Gao Xin

Giocatori passati dalle qualificazioni:
- Matthew Barton
- Lee Hsin-han
- Arata Onozawa
- Yi Chu-huan

## Campioni

### Singolare
- Grega Žemlja ha battuto in finale  Aljaž Bedene, 1-6, 7-5, 6-3

### Doppio
- Sanchai Ratiwatana /  Sonchat Ratiwatana hanno battuto in finale  Ruan Roelofse /  Kittipong Wachiramanowong, 4-6, 7–6(1), [13-11]